# Caroline Deyns
Caroline Deyns, née en 1974 à Valenciennes, est une autrice française écrivant notamment sur le féminisme.

## Biographie

### Enfance et formation
Caroline Deyns, de son vrai nom Denys, naît en 1974 à Valenciennes. 

### Carrière
En 2015 sort Perdu, le jour où nous n’avons pas dansé, sur la danseuse Isadora Duncan.
En 2020, elle publie Trencadis, une biographie romancée de Niki de Saint Phalle, qui interroge des témoins réels ou fictifs et se base sur différents supports (poèmes, calligrammes, fragments) afin de mettre en lumière la vie de l'artiste, et en particulier la difficulté d'être femme,,. Il s'agit de son troisième roman. Il est sélectionné pour le Prix de l'Instant. 
En 2023 sort MURmur, une dystopie sur l’interdiction de l’IVG. Des femmes sont internées dans une prison pour avoir avorté ou simplement fait une fausse couche, et portent une combinaison rose fuchsia avec une poche ventrale au niveau du pubis. La deuxième partie du roman est un récit racontant l’histoire d’une jeune fille violée qui décide d’avorter. Le livre fait partie des finalistes du Prix Hors Concours.

### Vie privée
Elle vit et enseigne à Besançon. 

## Œuvre
- Tour de plume (éditions Phillipe Rey), 2011
- Perdu, le jour où nous n’avons pas dansé (éditions Phillipe Rey), 2015
- Trencadis (Quidam éditeur), 2020
- MURmur (Quidam éditeur), 2023